# 王瑚

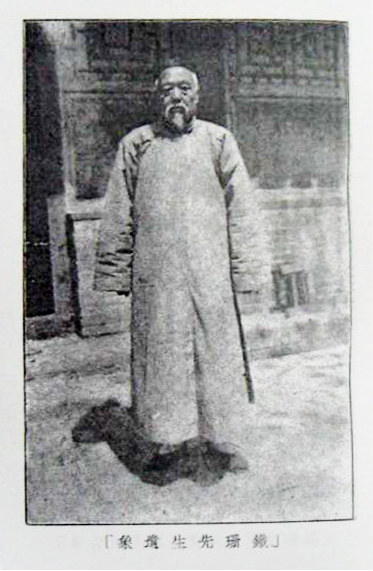
王瑚照片。原载民国二十三年《铁珊轶事》

王瑚（1865年—1933年4月25日），字禹功，号铁珊，直隷省定县人。清末民初政治人物。

## 生平
清光绪二十年（1894年）甲午恩科进士，同年五月，改翰林院庶吉士。光緒二十一年四月，散館，著以知县即用。后任四川庆符知县、灌县知县、陸軍第29混成協協統、吉林省东北路兵備道尹等。
中华民国成立后，王瑚於民国二年（1913年）任湖南民政长，次年任肃政厅肃政史。民国九年（1920年），任甘肃禁烟勘察员，后转任督办湖南赈务。同年8月，直皖战争结束，王瑚任京兆尹，1个月后转任江苏省省长。民国十一年（1922年），王瑚同吴佩孚联名通电要求梁士詒内閣总辞职。此后历任山东省省长、包宁铁路督办、黄河水利委员会副委员长等。民国二十二年（1933年）卒。享年69岁。

## 纪念
为纪念王瑚，冯玉祥在定县建立了铁珊图书馆。